# Alois Haueis

Alois Haueis (* 30. März 1860 in Zams, Tirol; † 26. Januar 1951 ebenda) war ein österreichischer Politiker.

## Leben
Alois Haueis wurde als Sohn von Josef und Magdalena Haueis, wohlhabenden Gastwirten von Beruf, geboren. Nachdem er die Volksschule beendet hatte, erhielt er Privatunterricht. Als junger Mann lebte Haueis einige Jahre in der norditalienischen Provinz Trentino, wo er die Italienische Sprache erlernte. 1890 wurde Haueis zum Bürgermeister von Zams gewählt. Ebenfalls Mitte der 1890er Jahre gründete er in Zams eine eigene Bank, die er in weiterer Folge bis 1938 leitete.
1897 wurde Haueis als Abgeordneter der Katholischen Volkspartei in den Reichsrat gewählt, dem er zehn Jahre lang, bis 1907 angehörte. Im selben Zeitraum, von 1897 bis 1908, übte er auch ein Abgeordnetenmandat im Tiroler Landtag aus. Im Ersten Weltkrieg wurde Haueis zunächst als Schütze eingesetzt; später kümmerte er sich als so genannter Ernährungsinspektor um die Versorgung der Bewohner des Tiroler Bezirks Landeck.
1918 wurde Haueis von der Christlichsozialen Partei Österreichs (CSP) erneut kurzzeitig in den Landtag gewählt, ehe er im März 1919 als Abgeordneter der CSP in den kurz zuvor gegründeten Nationalrat gewählt wurde. Haueis saß rund 15 Jahre, bis Mai 1934, im Nationalrat und kümmerte sich hier vor allem und um agrarpolitische Belange.
Im Juli 1920 wurde Haueis in der Staatsregierung Mayr I Staatssekretär (das entsprach damals dem Minister) im Staatsamt für Land- und Forstwirtschaft und im November desselben Jahres, als die Staatssekretariate in Ministerien umgewandelt wurden, in der Bundesregierung Mayr I Landwirtschaftsminister. Haueis war allerdings nur rund sieben Monate Minister, bereits im Juni 1921 schied er aus seinem Amt aus.
Nach 1934 zog sich Haueis ins Privatleben zurück. Er starb 1951 im Alter von 90 Jahren im Zams.
Alois Haueis war ab 1898 mit Anna Haueis, geborener Tiefenthaler verheiratet. Das Paar hatte neun Kinder, acht Töchter und einen Sohn, von denen jedoch der Sohn sowie zwei Töchter bereits in jungen Jahren starben.